# 멜라소프롤
멜라소프롤(Melarsoprol)은 비소를 함유한 약물로 아프리카 수면병(인체 아프리카 트리파노소마증) 치료에 사용된다. 특히 중추신경계가 침범된 트리파노소마 브루세이 로데시엔세로 인한 2단계 질환에 사용된다. 트리파노소마 브루세이 감비엔세의 경우 일반적으로 에플로르니틴 또는 펙시니다졸이 선호된다. 약 95%의 사람에게 효과가 있다. 정맥 주사로 투여된다.
멜라소프롤은 부작용이 많다. 흔한 부작용으로는 뇌증, 무감각, 발진, 신장 및 간 문제 등이 있다. 치료 중 1-5%의 사람이 사망하지만, 치료하지 않으면 거의 100%의 사망률을 보이는 수면병 자체 때문에 이는 용인된다. 포도당 6-인산 탈수소효소 결핍증이 있는 사람에게는 적혈구 파괴가 발생할 수 있다. 임신 중에는 연구되지 않았다. 이 약물은 기생생물의 유산소 대사에 필요한 효소인 피루브산 키네이스를 차단하여 작용한다.
멜라소프롤은 1949년부터 의학적으로 사용되었다. 이는 WHO 필수 의약품 목록에 포함되어 있다. 질병이 흔한 지역에서는 세계보건기구에서 멜라소프롤을 무료로 제공한다. 캐나다나 미국에서는 상업적으로 판매되지 않는다. 미국에서는 미국 질병통제예방센터에서, 캐나다에서는 헬스 캐나다에서 구할 수 있다.

## 의료 용도
트리파노소마로 인한 질병으로 진단받은 사람은 항트리파노소마제로 치료해야 한다. 치료는 1단계 또는 2단계 질병과 기생충(T. b. rhodesiense 또는 T. b. gambiense)에 따라 다르다. 1단계 질병에서는 트리파노소마가 말초 순환에만 존재한다. 2단계 질병에서는 트리파노소마가 혈뇌장벽을 통과하여 중추신경계에 존재한다.
다음은 고려할 만한 치료 옵션이다.
멜라소프롤은 질병의 2단계 동안 사용되는 치료법이다. 현재까지는 후기 단계의 T. b. rhodesiense에 사용할 수 있는 유일한 치료법이다.
독성도가 높기 때문에 멜라소프롤은 가장 위험한 경우에만 사용된다. 독성이 낮은 다른 약물은 질병의 1단계 동안 사용된다. 2009년 T. b. gambiense 치료를 위한 니푸르티목스-에플로르니틴 복합 요법 (NECT) 승인은 멜라소프롤 사용을 2단계 T. b. rhodesiense 치료로 제한했다.
일부 아프리카 국가에서는 치료 실패율이 27%로 보고되었다. 이는 약물 저항성 및 아직 규명되지 않은 추가 메커니즘으로 인해 발생했다. 저항성은 아데닌-아데노신 수송체인 P2 수송체와 관련된 수송 문제 때문일 가능성이 높다. 수송체 내의 점 돌연변이로 저항성이 발생할 수 있다. 저항성은 1970년대부터 존재해 왔다.

## 작용 메커니즘
멜라소프롤은 프로드러그로, 멜라르센 옥사이드(페닐아르소누스산의 멜라민 유도체)와 디메르카프롤 (British anti-Lewisite 또는 BAL로도 알려짐)의 복합체이다. 체내에서 멜라르센 옥사이드로 대사되어 효소 피루브산 키네이스의 설프히드릴기에 비가역적으로 결합하여 기생충의 에너지 생성을 방해한다. 숙주와 기생충의 피루브산 키네이스를 구분할 수 없기 때문에 이 약물은 독성이 높고 부작용이 많다.
멜라르센 옥사이드는 또한 트리파노소마에서 글루타티온을 대체하는 트리파노티온 (스페르미딘-글루타티온 부가물)과 반응하여 멜라르센 옥사이드-트리파노티온 부가물(Mel T)을 형성하며, 이는 트리파노티온 환원효소를 경쟁적으로 억제하여 원생동물을 효과적으로 사멸시킨다.

## 약물동태학
멜라소프롤의 반감기는 1시간 미만이지만, 생체 분석 결과 35시간의 반감기를 나타낸다. 이는 활성 대사 산물을 가진 약물과 흔히 관련이 있다. 그러한 대사 산물 중 하나인 멜라르센 옥사이드는 멜라소프롤 주사 후 약 15분 후에 최대 혈장 농도에 도달한다. 멜라소프롤 청소율은 21.5 ml/min/kg이며, 멜라르센 옥사이드의 반감기는 약 3.9시간이다.

## 용법
두 개의 비소 함유 입체 이성질체가 3:1 몰 비율로 존재한다. 멜라소프롤은 물에 용해되지 않으므로 3.6% 프로필렌글리콜 정맥 주사로 투여한다. 주사 부위 반응 위험을 피하기 위해 멜라소프롤은 천천히 투여해야 한다.
중추신경계 침범을 동반한 아프리카 수면병 치료에 사용되는 멜라소프롤은 복잡한 투여 계획에 따라 투여된다. 어린이와 성인의 투여 계획은 3일 동안 매일 2–3.6 mg/kg를 정맥 주사하고, 7일마다 반복하여 총 3회 투여한다. 재발을 감시하기 위해 최소 2년 동안 6개월마다 추적 관찰을 권장한다.

## 부작용
멜라소프롤은 후기 단계 질환 환자의 약 96%를 치료하지만, 독성으로 인해 사용이 제한된다. 치료 중 약 1~5%의 사람이 사망한다. 독성 유기 비소 화합물로서 멜라소프롤은 위험한 치료법이며 일반적으로 허가된 의사의 감독 하에 주사로만 투여된다. 주목할 만한 부작용은 비소 중독과 유사하다. 임상의들 사이에서는 구어적으로 "부동액 속의 비소"라고 불린다. 멜라소프롤은 심각하고 생명을 위협하는 부작용과 관련이 있다. 경련, 발열, 의식 상실, 발진, 혈변, 메스꺼움 및 구토를 포함한 다양한 부작용을 유발하는 것으로 알려져 있다. 약 5-10%의 경우 뇌증을 유발한다. 이 중 약 50%는 뇌증 관련 부작용으로 사망한다. 멜라소프롤의 추가적인 잠재적 심각한 부작용으로는 심장 손상, 신장 손상과 관련될 수 있는 소변 내 알부민 존재, 혈압 상승 등이 있다.

### 주의 사항
멜라소프롤 치료를 시작하기 전에 수많은 경고를 검토해야 한다. 시작 전에 다음 사항을 숙지해야 한다: 포도당 6-인산 탈수소효소 결핍증, 신장 또는 간 질환, 심장 문제 (고혈압, 심장 박동 불규칙 또는 부정맥, 심장 근육 손상 및 심장 기능상실의 잠재적 징후), 기존 신경계 장애, 그리고 나병의 징후.
멜라소프롤 시작 전후에 정기적인 검사실 검사가 필요하다. 치료 효과와 독성 효과 모두에 대한 검사실 매개변수를 평가해야 한다.
혈액 분석은 트리파노소마의 존재를 확인하는 데 사용된다. 요추천자를 통한 뇌척수액 평가도 개인의 백혈구 수와 단백질 수준을 확인하는 데 사용된다. 이는 진단 기준이며, 트리파노소마의 존재, 1 마이크로리터당 5개 이상의 백혈구 수 증가, 또는 40mg 이상의 단백질 함량은 비정상으로 간주되며 시작을 고려해야 한다. 멜라소프롤 치료를 받은 개인은 최소 3년 동안 6개월마다 지속적인 뇌척수액 평가를 반복해야 한다.
독성과 관련된 잠재적 우려를 평가하기 위해 다음을 완료해야 한다: 전체 혈구 수, 전해질 수준 평가, 간 및 신장 기능 검사, 그리고 소변의 외형, 농도 및 내용물을 확인하기 위한 소변 검사.
멜라소프롤은 (신뢰할 수 있게 멸균될 수 있다면) 유리 주사기를 사용하여 투여해야 한다. 포함된 프로필렌글리콜은 플라스틱을 녹일 수 있다.

### 임신 및 수유
현재 멜라소프롤은 임산부에게 사용을 권장하지 않는다. 세계보건기구는 발달 중인 태아에 대한 약물의 영향이 아직 확립되지 않았기 때문에 출산 직후까지 치료를 연기할 것을 제안한다.
멜라소프롤과 관련된 수유 지침은 아직 확립되지 않았다.

## 사회와 문화
멜라소프롤은 사노피-아벤티스에서 생산하며, WHO와의 계약에 따라 질병이 흔한 국가에 멜라소프롤을 기부한다.
멜라소프롤은 의료 드라마 하우스 시즌 1 에피소드 7 "충성"에서 2단계 아프리카 수면병 환자를 치료하는 데 사용되었다.

## 저항성
디미나젠을 나가나 치료에 사용하는 것은 약물 저항성 진화를 촉진한다.